# Divizijski general
Divizijski general je opisni generalski vojaški čin. Je general, ki poveljuje diviziji; po navadi ustreza činu generalmajorja in redkokdaj generalporočnika.
Oborožene sile, ki uporabljajo oz. so uporabljale čin divizijskega generala, so:
- Belgija,
- Italija,
- Francija,
- SHS,
- Kraljevina Jugoslavija,
- Avstro-ogrska monarhija,...